# Valzer lento a Cedar Bend
Valzer lento a Cedar Bend (Slow Waltz in Cedar Bend) è un romanzo dello scrittore statunitense Robert James Waller pubblicato nel 1993.
Il romanzo, il secondo dell'autore, è considerato un best seller, pubblicato in prima edizione in 400.000 copie.

## Trama
Michael Tillman è un professore universitario della facoltà di economia del Midwest; è single, anticonformista e dai comportamenti estrosi. Jellie Braden è la moglie di Jimmy, un professore collega di Michael. I due si conoscono e iniziano a frequentarsi per poi innamorarsi. Jellie, affermando di aver bisogno di tempo per riflettere sui suoi sentimenti, abbandona Jimmy e Michael per trasferirsi, a loro insaputa, in India, dove la donna aveva vissuto precedentemente. Michael la rintraccia in una riserva per tigri nella giungla indiana e, temendo che Jellie abbia un'altra relazione con un precedente amante, la raggiunge e la convince a tornare negli Stati Uniti per vivere con lui. Jimmy, discretamente, si fa da parte e i due amanti possono coronare il loro sogno d'amore.

## Edizioni
- (EN) Robert James Waller, Slow Waltz in Cedar Bend, 1ª ed., New York, Warner Books, 1993, ISBN 0-446-51653-8.
- (SV) Robert James Waller, Stilla vals i Cedar Bend, traduzione di Dorothee Sporrong, Stoccolma, Norstedts, 1994.
- Robert James Waller, Valzer lento a Cedar Bend, Milano, Frassinelli, 1994, ISBN 88-7684-297-7.
- (FR) Robert James Waller, Valse lente à Cedar Bend, traduzione di Anne Damour, Parigi, Albin Michel, 1996, ISBN 2-226-07861-4.
- (DE) Robert James Waller, Die Liebenden von Cedar Bend, traduzione di Bernhard Schmid, Monaco di Baviera, Goldmann Verlag, 1996, ISBN 3-442-30476-8.
- (PT) Robert James Waller, Valsa Lenta em Cedar Bend, Edições AS, 1996.